# Mono i agapi
 Mono I Agapi, Chipre no Festival Eurovisão da Canção 1982.
Mono i agapi (Alfabeto grego: Μόνο η αγάπη,  (Só o amor) foi a canção que representou televisão pública cipriota no Festival Eurovisão da Canção 1982, interpretada em grego por Anna Vissi. Esta foi também autora da letra e da música, a orquestração esteve a cargo de Martyn Ford.
A canção cipriota foi a oitava a ser interpretada na noite do evento realizado em Harrogate, depois da canção suíça e antes da canção Suécia Dag efter dag, interpretado pelo duo Chips. No final da votação, recebeu 85 votos e classificou-se em quinto lugar (entre 18 países participantes).
A canção é uma balada, com Vissi cantando que apenas o amor sobrevive aos vários problemas da vida.

## Videoclip
O videoclip desta canção é considerado como um dos melhores vídeo clips enviados pela CyBC (televisão cipriota. Nele, Vissi surge cantando em vários lugares da ilha de Chipre. Num jardim (talvez de Limassol), em Troodos todo coberto de neve, numa ponte medieval e em Petra Tou Romiou área de Pafos onde o video começa e termina.